# ليندا أونيل
ليندا أونيل (بالإنجليزية: Linda O'Neill)‏ (25 مايو 1992 بكاتومبا في أستراليا - ) هي لاعبة كرة قدم أسترالية في مركز الوسط. لعبت مع Newcastle Jets FC (W-League) ‏ وسيدني إف سي ‏ ووسترن سيدني واندررز.

## وصلات خارجية
- ليندا أونيل على موقع قاعدة بيانات كرة القدم.إي يو (الإنجليزية)
- ليندا أونيل على موقع Soccerway.com (الإنجليزية)